# 우랑겔섬

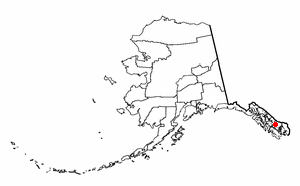

우랑겔섬(Wrangell Island)은 미국 알래스카주 알렉산더 제도의 남동부에 위치한 섬이다. 길이는 48 km이고 8 - 23 km로 길다. 중심지는 우랑겔이다.
이 섬은 러시아의 모험가 페르디난트 페트로비치 브란겔의 이름을 따서 붙여졌다. 우랑겔섬은 빽빽한 삼림이 위치해 있고, 생태계가 풍부하다. 우랑겔섬 남서쪽의 톰스플레이스는 이 섬의 유일한 공동체이다. 인구는 2000년에 2,401명이다. 스티킨 강이 위치해 있다.